# Layne cea rapidă
Layne cea rapidă (în engleză Fast Layne) este un serial de televiziune american de comedie creat de Travis Braun, care a avut premiera pe Disney Channel la 15 februarie 2019. Vedetele serialului sunt Sophie Pollono, Sofia Rosinsky, Brandon Rossel și Winslow Fegley

## Poveste
În orașul Cedarville, Layne Reed este o fată strălucitoare, ai cărei părinți Cheryl și Rob sunt plecați, așa că mătușa ei a venit în casa ei să vegheze asupra ei. În timp ce lucrau într-o campanie școlară împotriva rivalului ei Jasper Marr la Cedarville Middle School, ea și prietena ei Zora Morris se poticnesc cu o mașină inteligentă numită VIN, care este urmărită de unele persoane conduse de dr. Jessica Kwon și Clint Riggins. Când Layne are secvențiat ADN-ul cu VIN, devine operatorul mașinii. Principal

## Distribuție
- Sophie Pollono ca Layne Reed, o fată strălucitoare care descoperă VIN în șopronul vecinului ei în timp ce candidează pentru președintele școlii

- Sofia Rosinsky ca Zora Morris, Vecina școlii de acasă și cea mai bună prietenă a lui Layne

- Brandon Rossel ca Cody Castillo, un băiat de la școală, care lucrează la un garaj și interesează dragostea lui Layne

- Winslow Fegley ca Mel, vărul lui Layne care încearcă să afle ce au de făcut Layne și Zora Nate Torrence ca vocea VIN, o mașină inteligentă care a fost creată de părinții lui Layne și numele său este scurt pentru Vehicul Integrated Neurotech

- Diana Bang ca Kwon, un om de știință și fost colaborator al Cheryl la Centrul de Comandă Tehnică Salton Flats care vizează VIN

- Enid-Raye Adams ca Cheryl, un om de știință și mama lui Layne care lucrează pentru guvern la Centrul de Comandă Tehnică Salton Flats

- David Milchard în rolul lui Rob, un om de știință și tatăl lui Layne care lucrează pentru guvern la Centrul de comandă tehnică Salton Flats

- Michael Adamthwaite în calitate de Riggins, complicele lui Kwon care vizează VIN

- Caitlin Howden în rolul mătușii Betty, mătușa Layne și mama lui Mel care este înrolată să vegheze asupra lui Layne în timp ce Cheryl și Rob sunt plecați.

- Reed Alexander ca principal Mugbee, directorul Cedarville Middle School

- Ty Consiglio în rolul lui Jasper, un băiat care este rivalul lui Layne la alegerile școlii din Cedarville Middle School

Stele de oaspeți notabile:
- Anna Cathcart ca Anna, o colegă de clasă a lui Layne

- Adrian Petriw în calitate de Alonzo, ceasul de mână purtat de Layne care o anunță despre lucrurile din programul ei

## Producere
Seria a fost raportată inițial în 2017 ca o repornire a francizei Herbie în dezvoltare pentru Disney XD; creat de Travis Braun și care va fi produs executiv de Zeke și Luther Matt Dearborn și Tom Burkhard. Proiectul a fost ulterior verde, ca o serie limitată pentru Disney Channel, intitulată Fast Layne pe 9 martie 2018, fără nicio referire la lucrările Herbie. Seria provine de la Lakeshore Productions. Directorul producției este Hasraf Dulull, în timp ce Brian Hamilton și Travis Braun servesc ca producători executivi suplimentari, iar Ian Hay ocupă rolul de producător. Braun a creat de asemenea seria. 
A fost filmată în Maple Ridge, Columbia Britanică, în zona Greater Vancouver producția a început pe 19 februarie 2018 cu ultima zi de filmare programată pentru 27 aprilie 2018. Serialul a avut o premieră specială pe Disney Channel pe 15 februarie 2019, imediat după premiera filmului Kim Possible”, în direct, înainte de a se instala în timpul său regulat, începând cu 17 februarie 2019. Seria cuprinde opt episoade. episoade

## Sezonul
| Sezon | Premieră originală | Închiderea originală | Premieră în România | Închiderea în România |
| ----- | ------------------ | -------------------- | ------------------- | --------------------- |
| 1     | 15 februarie 2019  | 31 martie 2019       | 27 mai 2019         | 5 iunie 2019          |

## Episoade
| Nr. | Titlu                           | Regizat de          | Scris de                        | Data difuzării    | Cod de producție | U.S. telespectatori (milioane) |
| --- | ------------------------------- | ------------------- | ------------------------------- | ----------------- | ---------------- | ------------------------------ |
| 1 | „Mile 1: The Voice in the Shed” | Hasraf "Haz" Dulull | Travis Braun                    | 15 februarie 2019 | 101              | 0.93                           |
| În timp ce părinții ei Cheryl și Rob sunt plecați, Layne Reed rămâne cu mătușa Betty și cu vărul ei Mel. În timp ce lucrează în campania școlară împotriva lui Jasper Marr, ea și vecina sa Zora descoperă o mașină care vorbește pe nume VIN în cabina mătușii Betty. Când este activat și îi ia pe mașină, Layne elaborează controalele VIN, deoarece lucrează pentru a evita un grup de oameni condus de Kwon și Riggins. Stele invitate: Nate Torrence ca vocea VIN, Diana Bang ca Kwon, Enid-Raye Adams ca Cheryl, David Milchard ca Rob, Michael Adamthwaite ca Riggins, Caitlin Howden ca tanti Betty, Reese Alexander ca principal Mugbee, Ty Consiglio ca Jasper |                                 |                     |                                 |                   |                  |                                |
| 2 | „Mile 2: Paid to Drive”         | Hasraf "Haz" Dulull | Tom Burkhard                    | 17 februarie 2019 | 102              | 0.56                           |
| Când unitatea de control a VIN a fost avariată și dorește să acceseze informațiile despre cine l-a creat, Layne și Zora lucrează pentru a strânge bani pentru a obține partea de la Cody. În timp ce folosesc VIN pentru un job de transport, Layne și Zora obțin cel mai puțin probabil dintre clienții din Kwon și Riggins. Stele invitate: Nate Torrence ca vocea VIN, Diana Bang ca Kwon, Enid-Raye Adams ca Cheryl, David Milchard ca Rob, Michael Adamthwaite ca Riggins, Caitlin Howden ca tanti Betty, Ty Consiglio și Jasper |                                 |                     |                                 |                   |                  |                                |
| 3 | „Mile 3: VIN Goes Wild”         | Joe Menendez        | Matt Dearborn                   | 24 februarie 2019 | 103              | 0.49                           |
| După ce a descoperit că Cheryl și Rob au construit VIN, Layne lucrează pentru a rămâne în centrul atenției pentru următoarea etapă din campania școlară ... chiar dacă unul dintre anticii lui VIN îl afectează aproape. Între timp, Kwon lucrează la infiltrarea Centrului de Comandă Tehnică Salton Flats la care lucrează Cheryl și Rob. Stele invitate: Nate Torrence ca vocea VIN, Diana Bang ca Kwon, Enid-Raye Adams ca Cheryl, David Milchard ca Rob, Michael Adamthwaite ca Riggins, Caitlin Howden ca mătușa Betty, Reese Alexander ca principal Mugbee, Ty Consiglio ca Jasper, Anna Cathcart ca Anna, Adrian Petriw ca Alonzo |                                 |                     |                                 |                   |                  |                                |
| 4 | „Mile 4: Changing Laynes”       | Joe Menendez        | Alex Ankeles & Morgan Jurgenson | 3 martie 2019     | 104              | 0.44                           |
| Zora îl duce pe Mel într-o călătorie pentru a-l împiedica să-și dea seama despre VIN. Când Zora și Mel se blochează pe o poartă, Layne nu are de ales decât să-l aducă pe Cody în lucrarea ei pentru a păstra adevărul despre VIN și a-i salva. Între timp, Kwon își continuă infiltrarea în Centrul de Comandă Tehnică Salton Flats, în timp ce Cheryl și Rob se întâlnesc cu colonelul Hardy pentru a vorbi despre dezvoltarea VIN. Stele invitate: Nate Torrence ca vocea VIN, Diana Bang ca Kwon, Enid-Raye Adams ca Cheryl, David Milchard ca Rob, Caitlin Howden ca tanti Betty, Ty Consiglio ca Jasper, Anna Cathcart ca Anna |                                 |                     |                                 |                   |                  |                                |
| 5 | „Mile 5: Road Trip”             | Rachel Leiterman    | Travis Braun                    | 10 martie 2019    | 105              | 0.53                           |
| La Cedarville Middle School, Layne constată că vestiarul ei a fost furat și suspectează că Jasper a făcut-o pentru a o sabota. Pentru a-l găsi, Layne, Zora și VIN merg într-o excursie rutieră la Morgantown, ceea ce duce la VIN să ducă accidental un câine de motociclist feminin și să conducă și la următoarea lor întâlnire cu Kwon și Riggins. Între timp, Mel vrea să-l ramburseze pe Cody pentru că l-a ajutat să-l salveze de pe bord. Stele invitate: Nate Torrence ca vocea VIN, Diana Bang ca Kwon, Enid-Raye Adams ca Cheryl, David Milchard ca Rob, Michael Adamthwaite ca Riggins, Reese Alexander ca principal Mugbee, Ty Consiglio și Jasper |                                 |                     |                                 |                   |                  |                                |
| 6 | „Mile 6: Code Orange”           | Rachel Leiterman    | Laurie Parres                   | 17 martie 2019    | 106              | 0.43                           |
| Acum, când Cheryl și Rob știu că VIN a luat legătura cu Layne și Zora și s-au întors acasă, ei declară acum VIN pentru a le limita. Layne se luptă cu ultimele părți ale alegerilor școlare. Între timp, Mel se întâlnește cu VIN și află că Cheryl și Rob vor dezafecta VIN sub ordinele colonelului Hardy, ca parte a misteriosului „Code Orange”. El eliberează VIN pentru a avertiza Layne despre asta. Stele invitate: Nate Torrence ca vocea VIN, Enid-Raye Adams ca Cheryl, David Milchard ca Rob, Reese Alexander ca principal Mugbee, Anna Cathcart ca Anna, Ty Consiglio ca Jasper |                                 |                     |                                 |                   |                  |                                |
| 7 | „Mile 7: On the Run”            | Hasraf "Haz" Dulull | Molly Haldman & Camilla Rubis   | 24 martie 2019    | 107              | 0.61                           |
| După ce Layne și Zora au falsificat distrugerea VIN, îl ascund în pădure, deoarece bănuiește că a devenit o povară pentru Layne. În timp ce Cheryl, Rob și colonelul Hardy devin suspecti de distrugerea lui VIN, la fel și Kwon și Riggins. Între timp, Zora susține un examen special la Cedarville Middle School, care i-a fost dat de directorul Mugbee. Cody încearcă să-i spună lui Layne cum se simte pentru ea, la sfatul bunicului său. Rezultatele pentru alegerile școlare sunt în. Stele invitate: Nate Torrence ca vocea VIN, Diana Bang ca Kwon, Enid-Raye Adams ca Cheryl, David Milchard ca Rob, Michael Adamthwaite ca Riggins, Reese Alexander ca principal Mugbee, Anna Cathcart ca Anna, Ty Consiglio ca Jasper |                                 |                     |                                 |                   |                  |                                |
| 8 | „Mile 8: Helicopter Parents”    | Hasraf "Haz" Dulull | Matt Dearborn & Tom Burkhard    | 31 martie 2019    | 108              | 0.55                           |
| Kwon și Riggins au capturat pe Cheryl și Rob și cer predarea VIN. În timp ce Layne își îndeplinește primele funcții de președinte al școlii, cu Jasper în calitate de vicepreședinte, VIN îl contactează pe Kwon și afirmă că se predă. După ce a auzit că Mel răspunde la apelul său de la o linie sigură înainte de a-l îndepărta în VIN, colonelul Hardy conduce armata spre Cedarville. După ce VIN se predă, Kwon îi păstrează pe Cheryl și Rob ca captivi, deoarece are nevoie de ei pentru a ajuta la armarea VIN. Acesta a fost ceva ce nu a putut să facă atunci când a fost dat startul proiectului. După o notă de la VIN, Layne, Zora și Cody, fac o plimbare pe aeroportul Cedarville unde Mel se întâlnește cu ei. După ce s-au aruncat în VIN, cei patru muncesc pentru salvarea lui Cheryl și Rob pe care Kwon și Riggins îi intră în elicopter. Asociații lor din camionetele negre pleacă când sosesc colonelul Hardy și militarii. Folosind un cârlig de prindere, VIN șterge elicopterul, supraîncărcându-l suficient pentru ca acestea să facă o aterizare de urgență. Kwon și Riggins sunt supuși de Cheryl și Rob și apoi arestați de către armată. După ce Layne se prezintă pe colonelul Hardy, el este mulțumit de performanța lui VIN. Cheryl și Rob ar dori ca VIN să ia o decizie cu privire la lucrul pentru guvern. VIN îi spune colonelului Hardy că va colabora cu guvernul imediat ce va afla mai multe fapte de la noua sa familie. Colonelul Hardy afirmă că va fi în legătură. Mai târziu în acea seară, Layne este îndreptată spre șopron, unde prietenii și familia ei își serbează victoria în alegerile școlii. În scena finală, Layne și Zora sunt avertizați de VIN că cineva îl piratează. Stele invitate: Nate Torrence ca vocea VIN, Diana Bang ca Kwon, Enid-Raye Adams ca Cheryl, David Milchard ca Rob, Michael Adamthwaite ca Riggins, Caitlin Howden ca tanti Betty, Reese Alexander ca principal Mugbee, Ty Consiglio |                                 |                     |                                 |                   |                  |                                |